# أدريان غونزاليس
أدريان غونزاليس (بالإنجليزية: Adrian Gonzalez) (و. 1982  م) هو لاعب كرة قاعدة، من الولايات المتحدة الأمريكية، ولد في سان دييغو، كاليفورنيا.

## التعليم
تعلم في Eastlake High School (Chula Vista, California) ‏.

## جوائز
حصل على جوائز منها:
- جائزة القفاز الذهبي لرولينغز [الإنجليزية]‏ (2011)[2]
- Silver Slugger Award [الإنجليزية]‏ (2011)
- Major League Baseball All-Star [الإنجليزية]‏ (2011)[2]
- Major League Baseball All-Star [الإنجليزية]‏ (2010)[2]
- جائزة القفاز الذهبي لرولينغز [الإنجليزية]‏ (2009)[2]
- Major League Baseball All-Star [الإنجليزية]‏ (2009)[2]
- Major League Baseball All-Star [الإنجليزية]‏ (2008)[2]
- جائزة القفاز الذهبي لرولينغز [الإنجليزية]‏ (2008).[2]

## روابط خارجية
- أدريان غونزاليس على موقع دوري كرة القاعدة الرئيسي (الإنجليزية)
- أدريان غونزاليس على موقعبيزبول رفرنس.كوم (الدوري الرئيسي) (الإنجليزية)
- أدريان غونزاليس على موقعبيزبول رفرنس.كوم (الدوري الثانوي) (الإنجليزية)
- أدريان غونزاليس على موقع إي إس بي إن.كوم (أم.أل.بي) (الإنجليزية)
- أدريان غونزاليس على موقع مشجعي الرسوم البيانية (الإنجليزية)
- أدريان غونزاليس على موقع اللجنة الأولمبية الدولية (الإنجليزية)
- أدريان غونزاليس على موقع أوليمبيديا (الإنجليزية)